# Abu Szadi Ahmad Zaki
Ahmad Zaki Abu Szadi (1892-1955) – egipski dramatopisarz, poeta, tłumacz i krytyk literacki.
Był synem kairskiego prawnika, przejawiającego zainteresowania literackie, który był wydawcą tygodnika literackiego Al-Imam (Przywódca) oraz dziennika 'Az-Zahir (Jawny). Pracował jako lekarz, był profesorem Uniwersytetu w Aleksandrii. W latach 1912–1922 mieszkał w Wielkiej Brytanii, gdzie ożenił się z Angielką.
W 1932 r. dzięki jego zaangażowaniu ukonstytuowała się poetycka grupa o orientacji romantycznej, zwana Stowarzyszeniem Apollo. Do towarzyszenia należeli m.in. Ali Mahmud Taha, Ibrahim Nadżi, Sajjid Kutb, Muchtar al-Wakil, Salih Dżaudat i in. Grupa wydawała własne czasopismo literackie Apollo, publikujące współczesne utwory literackie autorów tworzących w języku arabskim, nie tylko z Egiptu.
Abu Szadi nakreślił główne założenia Stowarzyszenia Apollo w punktach:
- rozwój poezji arabskiej poprzez literackie współzawodnictwo poetów,
- dążenie do odrodzenia artystycznego w poezji,
- wspieranie poetów w rozwoju artystycznym mecenat finansowy oraz obrona ich godności[1].

Pisał utwory romantyczne, symboliczne, realistyczne, nowatorskie w formie szir mursal (biały wiersz). Liczne zbiory poezji, m.in. debiutancki Anda al-fadżr (Rosa jutrzenki) 1910.